# Musköten
Musköten är en idrottsanläggning på Umedalen, Umeå. 
Inuti arenan finns två inomhushallar som främst används till innebandy. Bland annat har alla IBK Dalens junior och ungdomslag arenan som hemmaarena.  2017 började Muskötens andra hall, Musköten 2, att byggas och den stod klar i slutet av 2018. Inuti byggnaden finns det omklädningsrum och ett café.
Utanför arenan finns det en konstgräsplan som är hemmaarena till alla Umedalens IF:S lag.